# Hathrometra tenella
Hathrometra tenella is een haarster uit de familie Antedonidae.
De wetenschappelijke naam van de soort werd in 1783 gepubliceerd door Anders Jahan Retzius.